# Лепідодендрон
Лепідодендрон (Lepidodendron) — рід вимерлих деревоподібних плауноподібних рослин, що існував в кам'яновугільному періоді і становив частину флори вугільних лісів. Висота рослини, за даними палеобіології, становила від 10 до 35 м, діаметр стовбура — до 1 м.

## Опис рослини
Верхня частина стовбура багато гілкувалася, на ній росло безліч листів, що приєднувалися до поверхні лепідодендронів безпосередньо, без черешків. Листя рослини, трикутне в перетині і довжиною до 1 м, поступово опадало, залишаючи на стовбурі і гілках свої основи, або «подушечки». Викопні зразки лепідодендронів щільно всипані цими рубцями від опалого листя, від чого їх поверхня має структуру, що нагадує шкіру змії або алігатора.